# Laphria okinawensis
Laphria okinawensis là một loài ruồi trong họ Asilidae. Laphria okinawensis được Matsumura miêu tả năm 1916. Loài này phân bố ở vùng Cổ Bắc giới và châu Á.